# Васильевские ворота Петропавловской крепости
Васильевские ворота — памятник архитектуры. Расположен в Санкт-Петербурге, в Васильевской куртине Петропавловской крепости.
Изначально Васильевские ворота — утилитарный проезд, предположительно, лишь закрытый воротными полотнами проём в стене. Впервые упоминается в 1729 году, первый известный чертёж (куртины, с разрезом по оси ворот) относится к 1740 году, по нему высота арки ворот — около 2,5-2,7 м. На чертеже 1750 года высота около 3 м.
На чертеже ворот XVIII века над проездом обозначен каземат, в котором можно было разместить подъёмное устройство для решётки, но документов о том, что решётка действительно существовала, не найдено, так что, видимо, казематы использовались как сторожки. В XVIII—XIX веке на чертежах обозначалось окно, освещавшее этот каземат; попасть в помещение можно было через соседние казематы. С внутренней стороны ворот указан 1755 год, первоначальное архитектурное убранство ворота получили не раньше этой даты. Согласно чертежам 1790-х годов, образцом при перестройке 1792—1794 годов послужили Невские ворота, в частности, их портик. На треугольном фронтоне над антаблементом использовались императорские вензеля, сначала — Екатерины II, с 1798 года — Павла I, далее они размещались с наружной стороны со сменой монархов. В плоской нише наклонного эскарпа был сделан кирпичный ризалит шириной более трёх саженей, по его краям были размещены две пары тосканских пилястр. Кирпичная кладка ворот была оштукатурена, детали (карниз, пояски, базы пилястр, цоколь, замковый камень на архивольте) были известняковыми. По высоте новые ворота были увеличены в сравнении с прежними. Проекты перестройки были подписаны инженер-капитаном Деранкуром.
В 1793, 1806, 1826, 1835 годах ворота ремонтировались. В 1835 году были выкопаны деревянные фонарные столбы «по безобразию и неудобству», железные кронштейны были починены, в стенах были сделаны для них гнёзда. Воротные полотна оформлялись по одному образцу, сами ворота покрывали серой известью, колонны и пилястры — белой, цоколь — серым цветом с набрызгом. В 1841 году была произведена замена воротных полот, в 1856 году их заменили на более простые, дощатые. На обмерном чертеже 1900-х годов над рустованными пилястрами по бокам от проезда была надпись «Васильевские ворота», внутри крепости архитектурного оформления у ворот не было. Портик был воссоздан в формах конца XVIII века с увеличением согласно современным нормативам в 1952—1953 годах.